# 우주 중력파 배경
우주 중력파 배경(宇宙重力波背景, 영어: cosmic gravitational wave background, GWB)은 급팽창 이론을 뒷받침하는 증거의 하나로, 우주 마이크로파 배경의 편광을 조사하여 직접 또는 간접적으로 관측된다. 중력파 배경은 다음의 세가지 현상의 결과로 발생한다.
1. 우주 자신의 폭발 팽창
2. 폭발 후 재가열
3. 유동성 물질의 와류에 의한 혼합 및 방사[1]

## 같이 보기
- 일반 상대성 이론
- 중력파